# ロイ・クリシュナ
ロイ・クリシュナ（Roy Krishna, 1987年8月20日 - ）は、フィジー・ランバサ出身のサッカー選手。インディアン・スーパーリーグ・ベンガルールFC所属。ポジションはフォワード。

## 経歴

### アマチュア時代
年代別のフィジー代表や地元のクラブで実績を積んだ後、2008年にニュージーランドのワイタケレ・ユナイテッドに加入。同年にはFIFAクラブワールドカップ2008にも出場。以降チーム屈指のストライカーとして、ワイタケレの国内リーグ4連覇などに貢献。2012-13シーズンはレギュラーシーズンで12ゴールを挙げ得点王に輝いた。
2013年9月、ワイタケレのライバルチームであるオークランド・シティFCへ移籍。12月11日、自身2度目の出場となったFIFAクラブワールドカップ2013の初戦、対ラジャ・カサブランカ戦では後半に一時同点となるゴールを挙げた(結果は1-2で敗戦)。これによりFIFA主催の国際大会で初めてゴールを挙げたフィジー人選手となった。

### プロ契約後
2014年1月7日、シーズン終了までの期間でAリーグのウェリントン・フェニックスFCへの加入が発表された。同クラブには過去2度トライアルを受けた経験があり、本人にとっては念願のプロ契約を結ぶこととなった。3月16日、メルボルン・ハートFC戦でAリーグ初ゴールを記録。その後クラブと新たに2年契約を交わした。
2016-17シーズン、クラブとの契約を更に2年更新。25試合に出場し、チームトップとなる12ゴールを記録した。翌2017-18シーズンは、チームとしても個人としても成績が振るわない中、リーグの終盤にアメリカ・MLS(メジャーリーグサッカー)のクラブが獲得に乗り出すなど去就に注目が集まったが、最終的にはウェリントンと新たに1年間の契約を結ぶことで同意した。
2018-19シーズン、新たにクラブの監督に就任したマーク・ルダンの下、レギュラーシーズンで自己最多となる18ゴールを記録。Aリーグ得点王に輝くとともに、リーグ年間最優秀選手に贈られるジョニー・ウォーレン・メダルを南太平洋諸国出身者として初めて受賞した。
2019年5月、ウェリントンから契約延長のオファーを提示されたものの、これを固辞し、クラブから退団することを表明。6月、インディアン・スーパーリーグのATKに加入することが発表された。
2019-20シーズン終了後、ATKはモフン・バガン・スーパー・ジャイアントと合併し、ATKモフン・バガンFCとなった。クリシュナはキャプテンに任命され、新しいクラブとして最初の試合となる2020年10月20日のケーララ・ブラスターズFC戦でクラブ初のゴールを決め勝利に貢献し、マン・オブ・ザ・マッチに選出された。2020-21シーズンは23試合で22ゴールを決めチームを準優勝に導き、ゴールデンボール賞を受賞した。
2022年7月、ベンガルールFCに2年契約で移籍した。

### 代表
2007年8月25日、2010 FIFAワールドカップ・オセアニア1次予選のツバル戦で、フィジーA代表デビュー。この試合で前半の22分間にハットトリックを達成し、16-0と圧勝を収める。
2008年11月19日、2次予選のニュージーランド戦では2ゴールを挙げる活躍でチームを2-0の勝利に導く。フィジーがワールドカップ予選においてニュージーランドから勝利を収めるのは、これが初めてのことであった。
2016年7月16日、リオデジャネイロオリンピックに出場するU-23フィジー代表にオーバーエイジ枠で選出され、本大会では主将として、また、チーム唯一のプロ選手としてグループリーグ全3試合にフル出場した。チームは3連敗でグループリーグ敗退に終わったものの、第2戦のメキシコ戦ではフィジーの大会唯一となるゴールを挙げた。

## 人物
- 2021年1月、オセアニアサッカー連盟のアンバサダーに任命された[20]。

## タイトル
クラブ
- ATK
  - インディアン・スーパーリーグ： (2019-20)

個人
- OFC U-20選手権得点王： (2007)
- ニュージーランド・フットボールチャンピオンシップ得点王： (2012-13)
- Aリーグ得点王： (2018-19)
- ジョニー・ウォーレン・メダル (Aリーグ最優秀選手賞)： (2018-19)
- Aリーグベストイレブン： (2018-19)
- インディアン・スーパーリーグ・ゴールデンボール賞（リーグ年間最優秀選手賞）： (2020-21)